# Халфеті
Халфеті (тур. Halfeti; курд. Xelfêtî) — затоплене місто в Туреччині. Лежить на східному березі річки Євфрат у провінції Шанлиурфа, за 120 км від міста Шанлиурфа. Населення району за переписом 2000 р. — 33 467 (з них 2608 — у самому місті). Більша частина сіл цієї місцевості були затоплені в 1990-х роках з метою зведення греблі на Євфраті, а нове місто було відбудоване на місці села Караотлак.
У Халфеті проходили зйомки «Чорної троянди» —  одного з найпопулярніших в Україні турецьких серіалів. За одною з міських легенд, це місто є начебто єдиним місцем у світі, де ростуть троянди чорного кольору.

## Історія
Стародавнє поселення під назвою Шитамрат було засноване на цьому місті ассирійським царем Шульману-ашаредом III близько 855 року до н. е. Відтоді в місті мешкали представники багатьох цивілізацій. Стародавнім грекам воно було відоме як Уріма (дав.-гр. Ώριμα), візантійцям — як Ромеон Кула (грец. Ρωμαίων Κούλα). За часів Халіфату місто, що на той час було прикордонним замком, називалося Кала-ель-Рум. 
У 1280 році Халфеті був обложений мамелюками, що підкорили віддалені християнські села, але не змогли дістатися фортеці Румкале, яка зрештою опинилася під владою султана аль Ашрафа в 1290 році. Мамелюки відновили міські стіни та перейменували місце в Кала-ель-Мусулімін, хоча імена Урумгала та Румкале збереглися. Місто було передано османам Селімом I. 

## Сучасність
В межах проєкту Південно-Східної Анатолії (GAP) у цьому районі та прилеглих місцевостях урядом Туреччини було збудовано кілька гребель. В 1999 році задля виконання цього проєкту Халфеті та декілька інших поселень були затоплені.
Допоки місцевість не була затоплена населення займалося рибальством та сільським господарством, зокрема вирощуванням фісташок. Після зведення греблі на заміну зруйнованим будівлям було споруджено чимало нових. Старе місто Халфеті залишилося частково зануренем у воду та стало туристичною пам'яткою. Відвідувачі зазвичай дістаються його на паромі, щоб побачити руїни сусідньої фортеці Румкале.

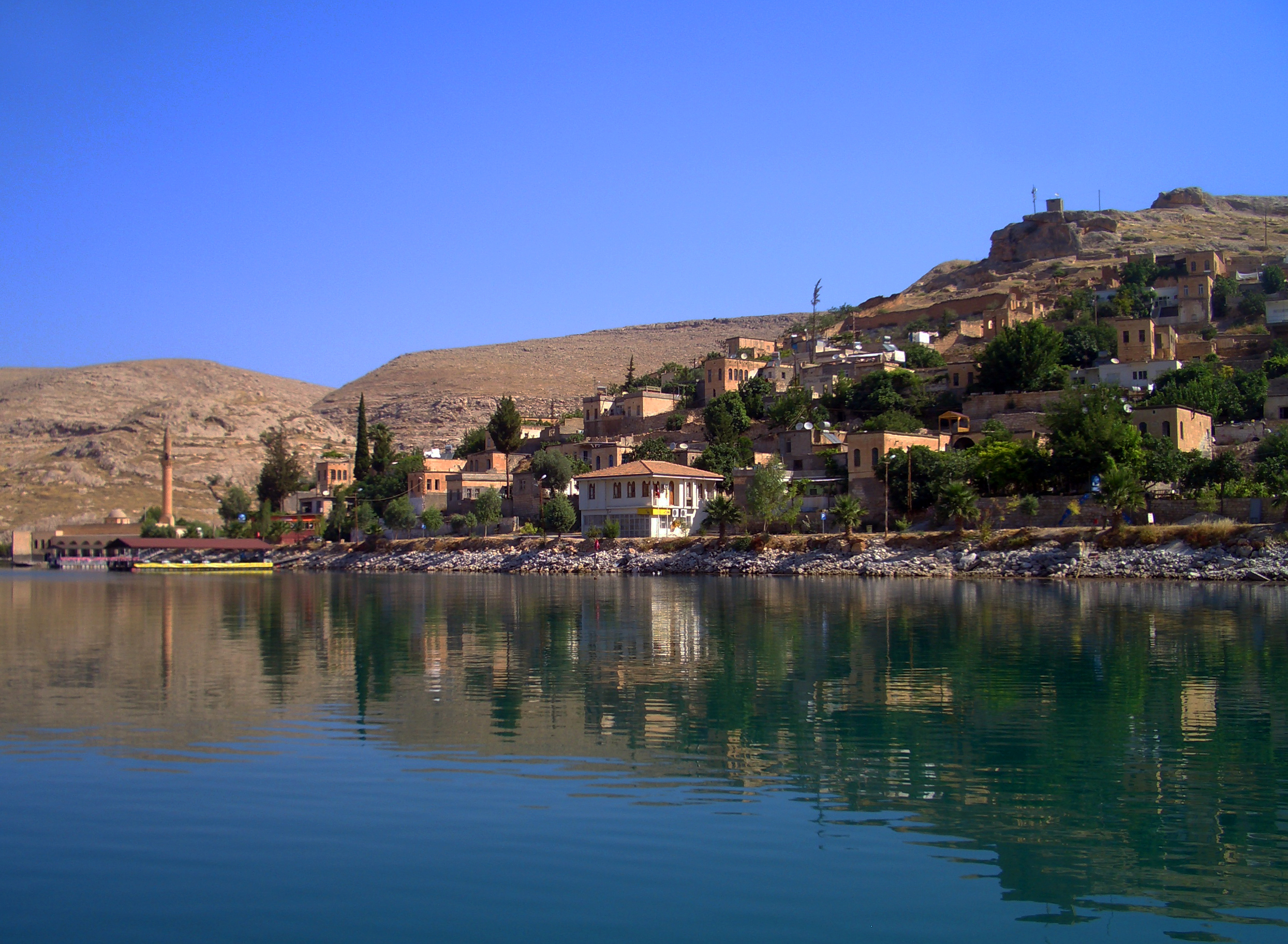
Місто Ескі Халфеті, частково затоплене водами, що піднімаються на дамбі Біречик
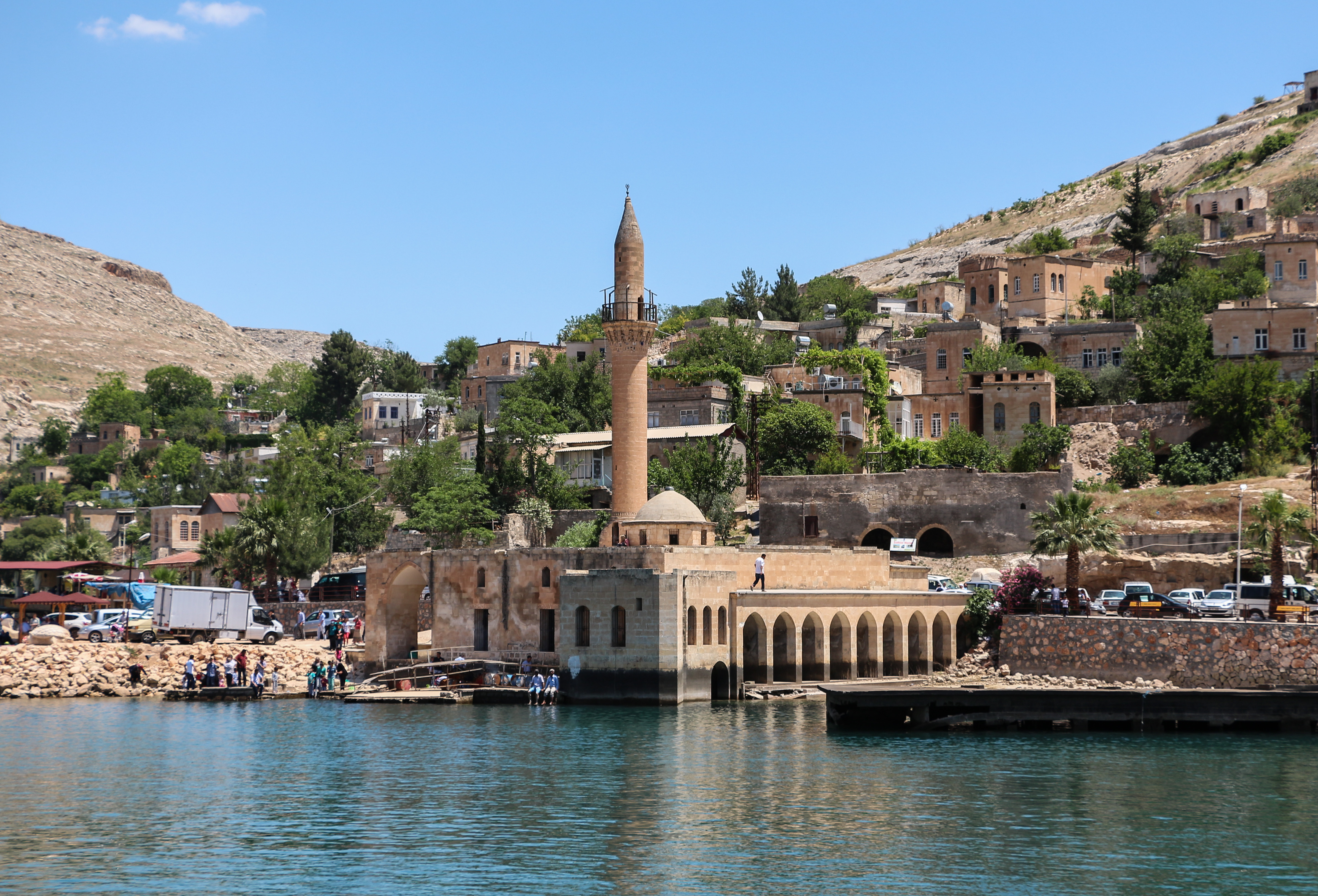
Мечеть Ескі Халфеті
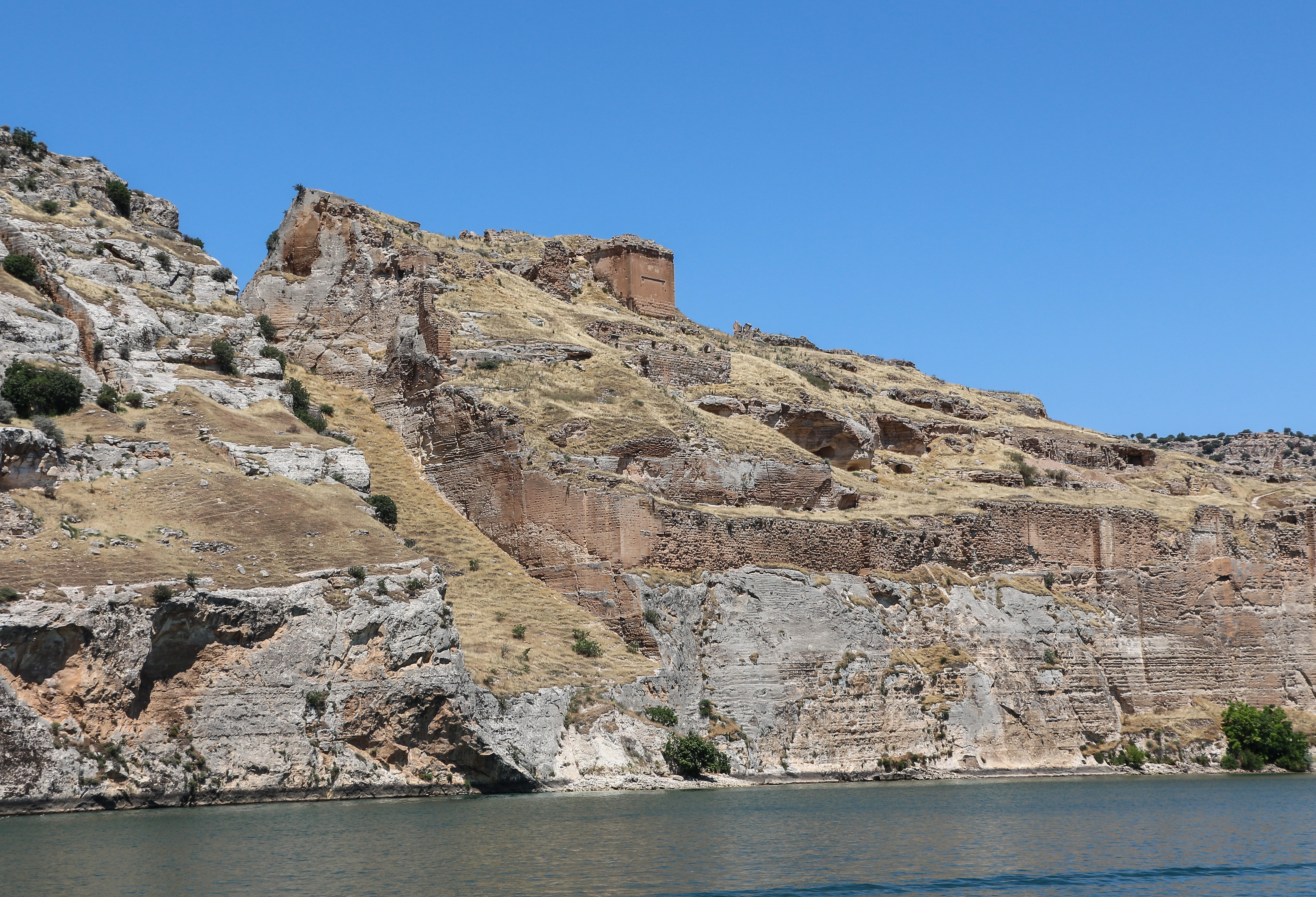
Фортеця Румкале

## Політика
На місцевих виборах в Туреччині 2019 року кандидат від Партії справедливості та розвитку (ПСР) Шереф Албайрак був обраний міським головою, отримавши 54,92 % голосів. Його найближчий суперник від Народно-демократичної партії, Абдуррахман Чіфтчі, набрав 37,56 % голосів. Чинним головою адміністрації повіту (каймакамом) є Селамі Коркутата.